# Catenay
Catenay är en kommun i departementet Seine-Maritime i regionen Normandie i norra Frankrike. Kommunen ligger i kantonen Buchy som tillhör arrondissementet Rouen. År 2022 hade Catenay 697 invånare.

## Befolkningsutveckling
Antalet invånare i kommunen Catenay
| Referens: INSEE |